# Mostassa sulfurada
Les mostasses sulfurades, o gasos mostasses, són una classe d'agents relacionats entre ells de la guerra química que són citotòxics i vesicants quan s'exposen a la pell i els pulmons. En estat pur són líquids viscosos incolors a temperatura ambient. Normalment es presenten amb un color marró-groguenc i una olor que sembla a la de la planta de la mostassa, all, o del rave rusticà i d'aquesta olor prové el seu nom comú. També se l'anomena iperita donat que fou usat per primera vegada a Ieper (Flandes - Bèlgica) durant la Primera Guerra Mundial, per la qual cosa el nom del gas es formà a partir del nom de la ciutat. Originàriament se li va assignar el nom de LOST, després que els científics Wilhelm Lommell i Wilhelm Steinkopf desenvoluparen un mètode per a la seva producció a gran escala per l'Imperi Alemany l'any 1916.
Els agents de gas mostassa estan regulats per la Convenció d'Armes de Guerra (Chemical Weapons Convention, CWC) de 1933. En aquesta convenció es monitoren tres classes de productes químics amb sofre o nitrogen agrupats en la Llista de Substàncies programades (Schedule 1, com substàncies sense cap altre ús que en la guerra química. En el camp de batalla els gasos mostassa es fan servir en escuts d'artilleria, bombes aèries, coets o ruixant des d'avions.

## Síntesi
La mostassa sulfurada és un compost orgànic amb la fórmula química (Cl-CH₂CH₂)₂S. En el mètode de Depretz,(hi ha altres mètodes de síntesi) la mostassa sulfurada se sintetitza tractant el diclorur de sofre amb etilè:
SCl₂ + 2 C₂H₄ → (Cl-CH₂CH₂)₂S
El compost pur té un punt de fusió a 14 °C (57 °F) i es descompon a 218 °C (424.4 °F).

## Mecanisme de la seva toxicitat
Aquest compost elimina ràpidament un ió clor per substitució nucleofílica i forma un ió sulfoni cíclic. Aquest intermedi tendeix a alquilar permanentment la guanina de l'ADN la qual cosa evita la divisió cel·lular i porta a la mort cel·lular programada (apoptosi), o si la mort cel·lular no és immediata, danya l'ADN i pot desenvolupar el càncer. No és gaire soluble en aigua, però és molt soluble en greixos, cosa que contribueix a la seva absorció ràpida per la pell.
En sentit ampli, els compostos amb l'element estructural BCH₂CH₂X, on X és qualsevol grup sortint i B és una Base de Lewis, es coneixen com a mostasses (en anglès:mustards).

## Efectes fisiològics
El gas mostassa és un extremament poderós vesicant (fa butllofes) sobre les seves víctimes. A més és fortament mutagènic i carcinogènic, degut a les seves propietats alquilatants. També és lipofílic. Rarament es presenten els símptomes immediatament i les víctimes no saben que han rebut dosis altes. A partir de les 24 hores les víctimes del gas mostassa experimenten picor intensa i irritació de la pell que gradualment passe a grans butllofes omplertes amb un fluid groc a qualsevol lloc on el gas mostassa hagi entrat en contacte amb la pell. Hi ha cremades químiques que són molt debilitants. Si el gas mostassa ha tocat els ulls hi ha ceguesa temporal. Es presenten danys en les membranes mucoses i causa edema pulmonar. Hi ha tres graus segons el nivell de contaminació. El grau sever (tercer) sovint és fatal amb la mort que ocorre després d'alguns dies o algunes setmanes. El grau lleuger o moderat, no és gaire probable que sigui mortal però requereix un període de convalescència i augmenta les possibilitats de patir càncer al llarg de la vida.

## Agents de mostassa sulfurada (classe)

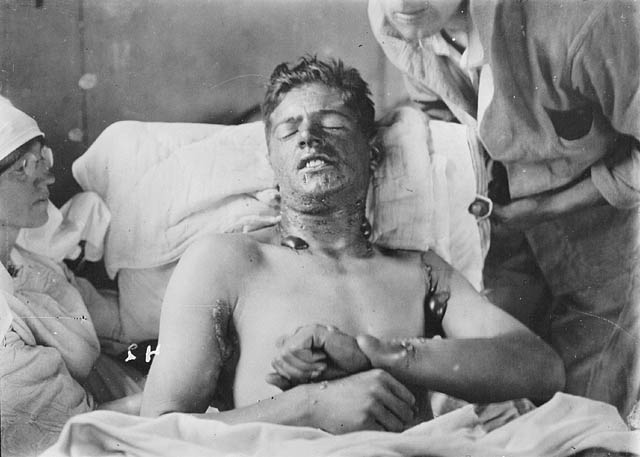
Soldat atacat amb gas mostassa durant la Primera Guerra Mundial que mostra les típiques butllofes

| Proucte químic                    | Codi | Nom trivial    | Nombre CAS  | PubChem | Estructura                        |
| --------------------------------- | ---- | -------------- | ----------- | ------- | --------------------------------- |
| Bis(2-cloroeti)sulfur             | H/HD | Mostassa       | 505-60-2    |         | Mostassa                          |
| 1,2-Bis-(2-cloroetiltio)-età      | Q    | Sesquimostassa | 3563-36-8   |         | Sesquimostassa                    |
| Bis-(2-cloroetiltioeti)-àter      | T    | O-mostassa     | 63918-89-8  |         | O-mostassa                        |
| 2-Cloroetil clorometil sulfur     |      |                | 2625-76-5   |         | 2-Cloroetil clorometil sulfur     |
| Bis-(2-cloroetiltio)-metà         | HK   |                | 63869-13-6  |         | Bis-(2-cloroetiltio)-metà         |
| Bis-1,3-(2-cloroetiltio)-n-propà  |      |                | 63905-10-2  |         | Bis-1,3-(2-cloroetiltio)-n-propà  |
| Bis-1,4-(2-cloroetiltio)-n-butà   |      |                | 142868-93-7 |         | Bis-1,4-(2-cloroetiltio)-n-butà   |
| Bis-1,5-(2-cloroetilthio)-n-pentà |      |                | 142868-94-8 |         | Bis-1,5-(2-cloroetilthio)-n-pentà |
| Bis-(2-cloroetiltiometil)-èter    |      |                | 63918-90-1  |         | Bis-(2-cloroetiltiometil)-èter    |

## Història
Probablement el gas mostassa es va desenvolupar ja l'any 1822 per César-Mansuète Despretz (1798–1863). Despretz va descriure la reacció del diclorur de sofre i etilè. El 1854 Alfred Riche (1829 – 1908), repetí aquest procediment però no en va descriure les propietats fisiològiques adverses. El 1860, Frederick Guthrie sintetitzà i caracteritzà el compost de gas mostassa i donà notícia de les seves propietats irritants. El 1886, Albert Niemann, conegut com un pioner en la química de la cocaïna, repetí la reacció i informà de les seves propietats vesicants. El 1886, Viktor Meyer combinà 2-cloroetanol amb sulfur de potassi aquòs i tractà el resultant tiodiglicol amb triclorur de fòsfor essent els efectes adversos del gas mostassa encara més intensos. El 1913, Hans Thacher Clarke (conegut per la reacció d'Eschweiler-Clarke) substituí el triclorur de fòsfor per l'àcid clorhídric en la formulació de Meyer quan treballava amb Emil Fischer a Berlín. Clarke va haver de ser hospitalitzat per cremades quan un flascó de gas mostassa es va trencar i l'informe de Fischer sobre aquest accident va ser conegut per l'Imperi Alemany que el va utilitzar en la guerra química.